# Teatro Guimerá
El teatro Guimerá es un edificio situado en la céntrica calle de Ángel Guimerá en Santa Cruz de Tenerife (Tenerife, Canarias, España). Dedicado, entre otras funciones, a las representaciones teatrales, es, hoy en día, el teatro más antiguo de Canarias, inaugurándose en 1851.
Hasta la inauguración del Auditorio de Tenerife, en el año 2003, era sede de la Orquesta Sinfónica de Tenerife.
Es Bien de Interés Cultural, con categoría de Monumento.

## Historia

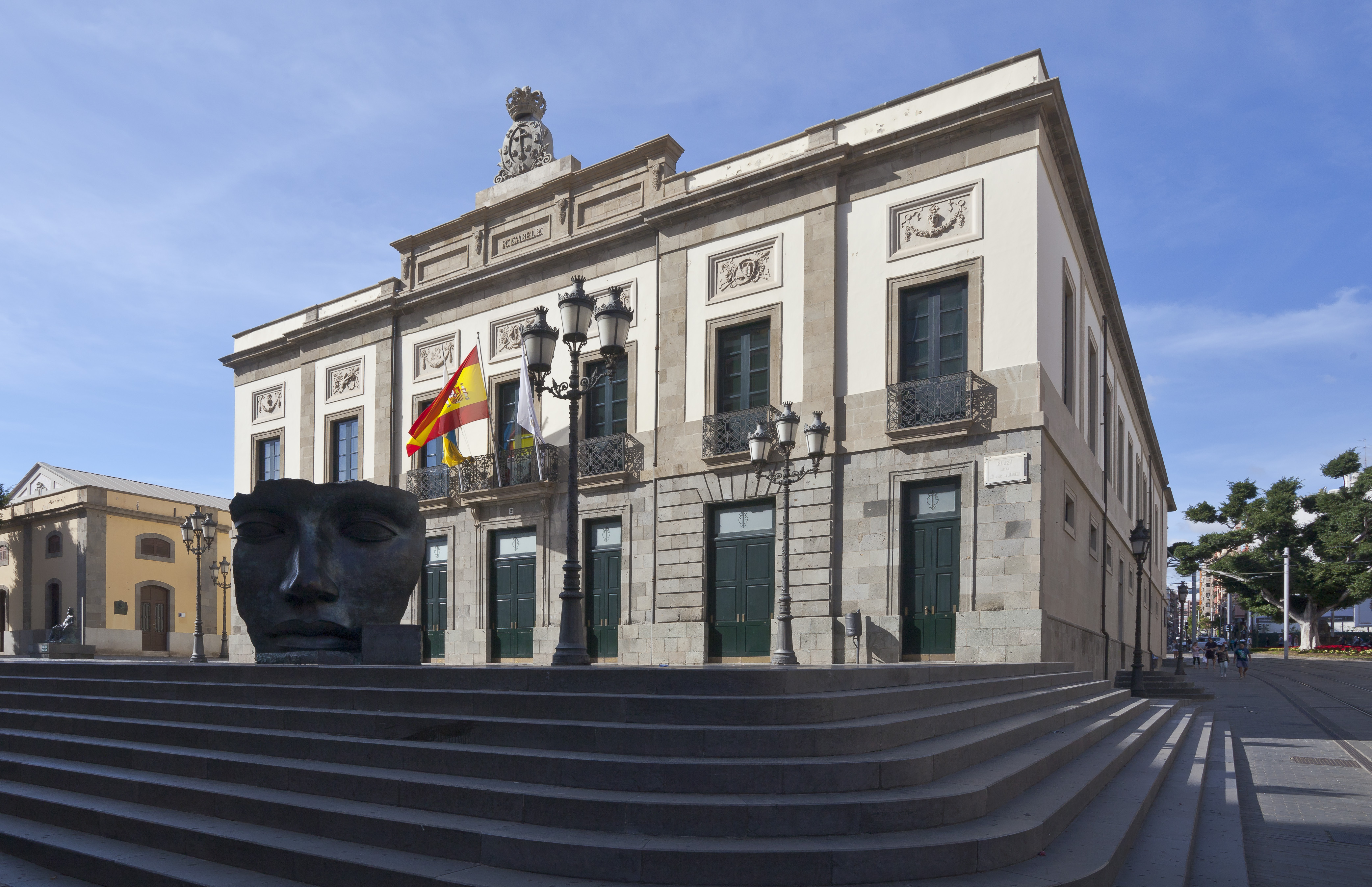
Vista de la Plaza de la Isla de Madeira con la escultura Per Adriano y el teatro Guimerá.

El teatro fue construido sobre el solar anteriormente ocupado por el Convento de Santo Domingo o de Nuestra Señora de la Consolación, perteneciente a la orden dominica y uno de los dos conventos existentes en la ciudad. La Ley de Desamortización de Mendízabal obligó a cerrar dicho convento hasta que fue demolido. Sobre las ruinas de este convento se construiría el futuro Teatro Guimerá de manera análoga al Teatro del Liceo de Barcelona, el cual fue también construido sobre un convento.
Pocos años antes de la mitad del siglo XIX, Santa Cruz de Tenerife, por aquel entonces única capital del Archipiélago Canario, se encontraba inmersa en un profundo desarrollo urbanístico. La creación de un teatro estuvo entre los primeros proyectos abordados.
El teatro Guimerá, inicialmente denominado Teatro municipal de Santa Cruz de Tenerife, fue proyectado en 1849 por el arquitecto Manuel de Oraá (quien ideara otros importantes edificios como el Parlamento de Canarias) en un estilo clasicista romántico, fue inaugurado en el mes de enero de 1851, a pesar de que el proyecto no se encontraba totalmente acabado. En el año 1888 se acometen trabajos de decoración interior y en ocasiones posteriores (1895, 1899, 1901, 1905 y 1908) se acometen mejoras con la finalidad de concluir el proyecto original de Oráa.
En 1911 se realizan importantes labores de modificación, dirigidas por Antonio Pintor, el entonces arquitecto municipal, que se prolongarían por doce años. Las obras llevadas a cabo suponen una total renovación y sólo se conservarían intactos la estructura y el exterior del edificio.
Desde los inicios hasta el año 1923 el teatro no tendría denominación específica; unos lo llamaban simplemente "el teatro"; otros se referían a él como "teatro Isabel II" (ya que fue construido en un solar que ocupaba el viejo convento de los Dominicos, afectado por la desamortización de Mendizábal, en el reinado de Isabel II), "Municipal" o "Principal". En el citado año 1923, tras la muerte de Ángel Guimerá, se acuerda que el teatro lleve el nombre del célebre dramaturgo tinerfeño fallecido en Barcelona.
Desde ese momento, no se efectuarán nuevas obras de relevancia, hasta 1989, año en el que ya debido al transcurso del tiempo, el edificio se muestra deteriorado y necesita ser restaurado en profundidad y, además, debe ser remodelado con objeto de prepararlo para los nuevos requerimientos que el mundo de la escena solicitaba.
Estos últimos trabajos de restauración fueron diseñados por el arquitecto Carlos Schwartz. Las tareas de mejora incluyeron la ampliación trasera del edificio, con lo que la superficie escénica se acrecentó notablemente, la construcción de nuevos y modernos camerinos y también se habilitó una sala de usos múltiples denominada "Espacio Guimerá".
Del mismo modo el vestíbulo fue ampliado, se produjeron reparaciones en las fachadas laterales y se encargaron e instalaron los nuevos asientos del patio de butacas con mejor diseño y mayor confortabilidad. Tras esas obras, numerosos han sido los elogios que ha recibido la sala teatral.

## Actualidad

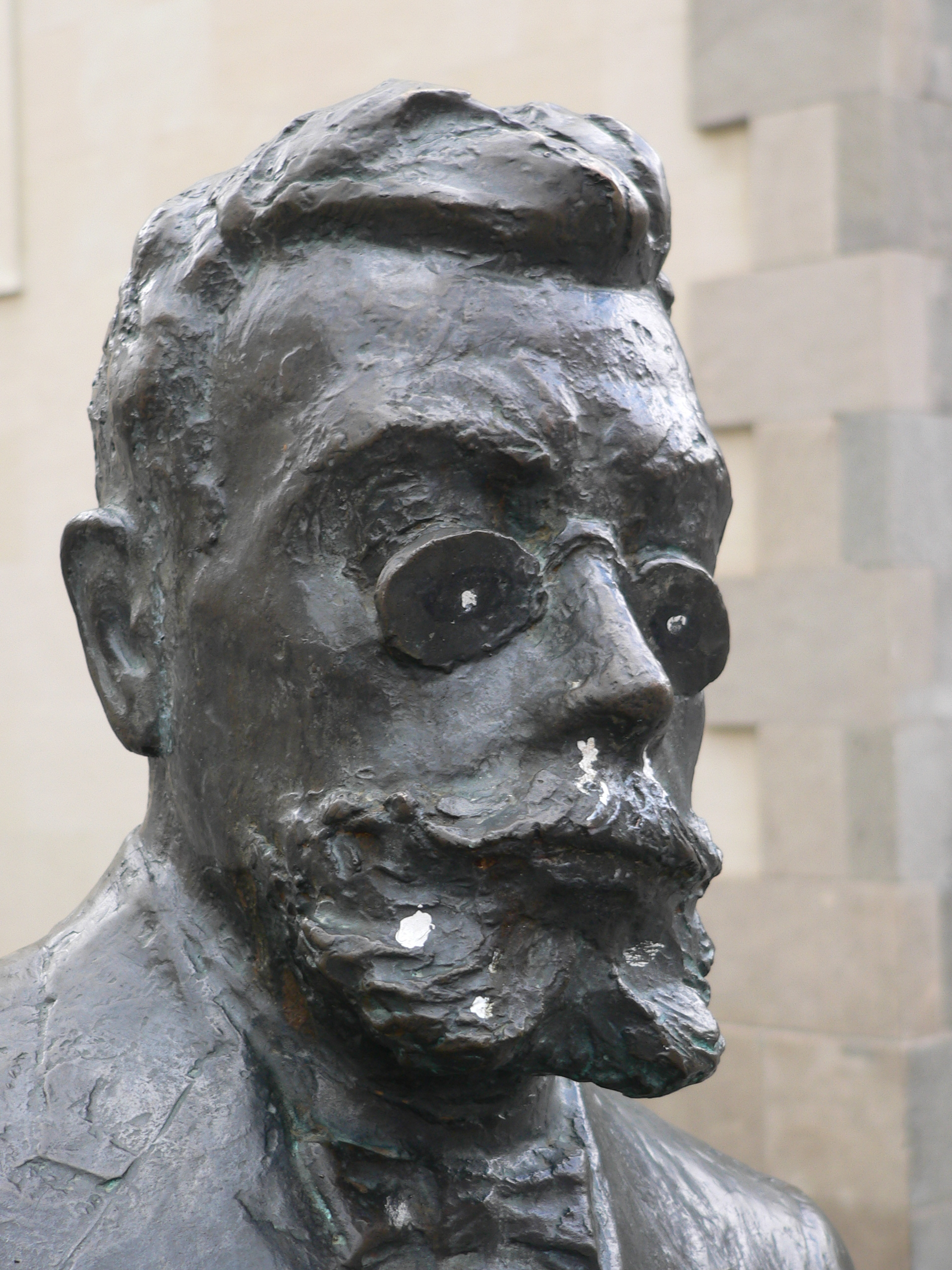
Estatua de Ángel Guimerá junto al Teatro Guimerá en Santa Cruz de Tenerife.

Desde su edificación, hace ya más de 150 años, el teatro Guimerá ha sido continente y contenido de muchos actores y actrices, algunos de renombre. Ballets, orquestas, zarzuelas, compañías musicales, congresos y múltiples encuentros de diferente índole han tenido lugar en su escenario. Entre los eventos fijos destacan, parte del Festival de Música de Canarias y algunos actos del Carnaval de Santa Cruz de Tenerife entre otros. Este edificio es además la sede de la Tenerife Film Orchestra & Choir.
El lugar en el que se localiza se ha transformado en un significativo foco neurálgico de actividad cultural en la ciudad de Santa Cruz, ya que en sus inmediaciones también se hallan el Centro de Arte La Recova y la Escuela Municipal de Arte Gráfico. También delante del teatro se encuentra una estatua sedente de bronce de Ángel Guimerá, la cual es una réplica fiel de las que encuentran en la plaza del Pino de Barcelona y en la localidad de El Vendrell en la provincia de Tarragona. Destaca también en el exterior del teatro la estatua conocida como Per Adriano, que representa a las dos caras del teatro: la comedia y la tragedia.
La línea 1 del tranvía de Tenerife, que une distintos puntos de la metrópoli Santa Cruz-La Laguna tiene parada en el mismo Teatro Guimerá.